# Dragnewci (obwód Gabrowo)
Dragnewci (bułg. Драгневци) – wieś w środkowej Bułgarii, w obwodzie Gabrowo, w gminie Trjawna. Według danych Narodowego Instytutu Statystycznego, 31 grudnia 2011 roku wieś liczyła 3 mieszkańców.